# Futurizmus

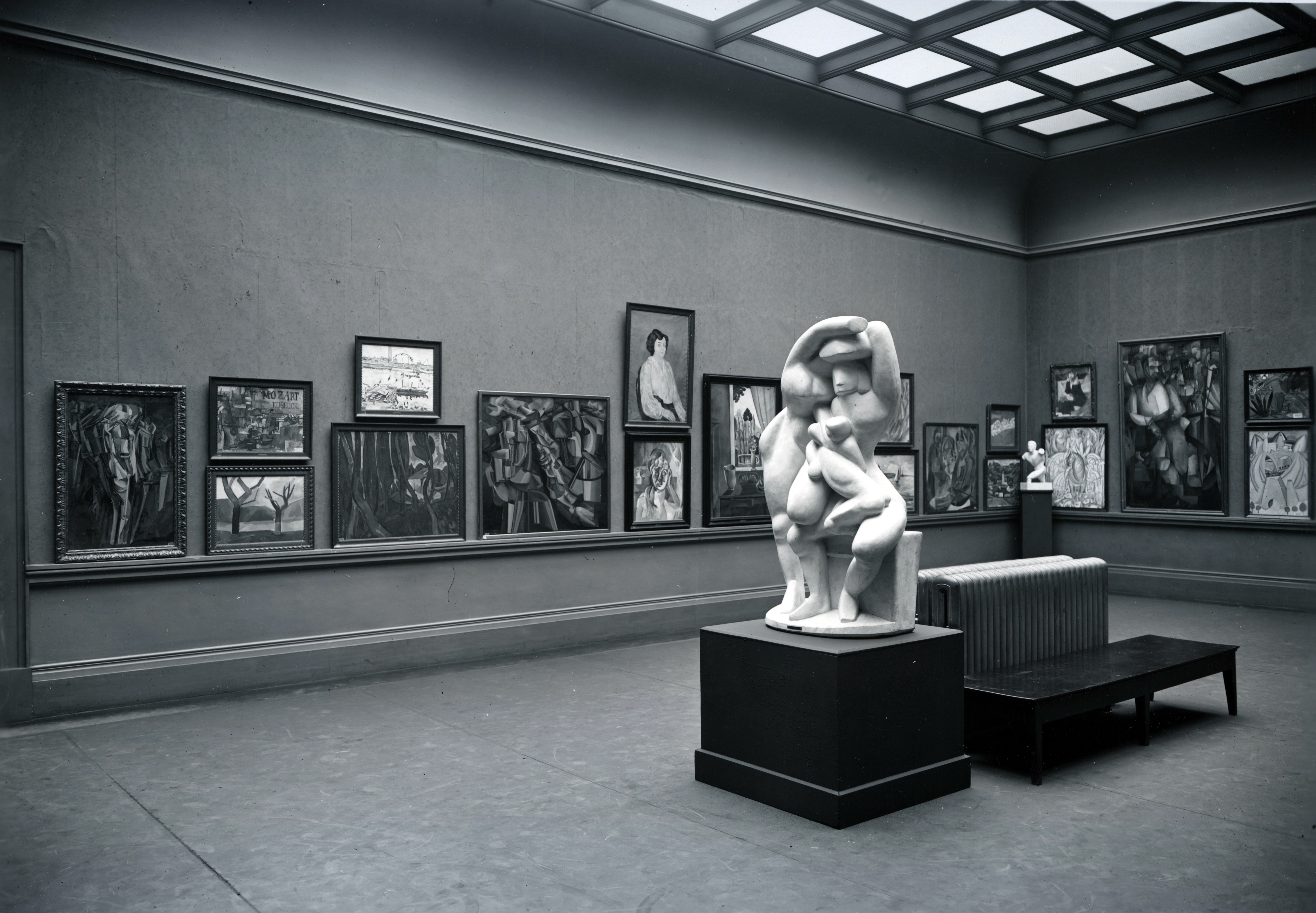
International Exhibition of Modern Art, az 1913-as chicagói kiállítás kubista művekből

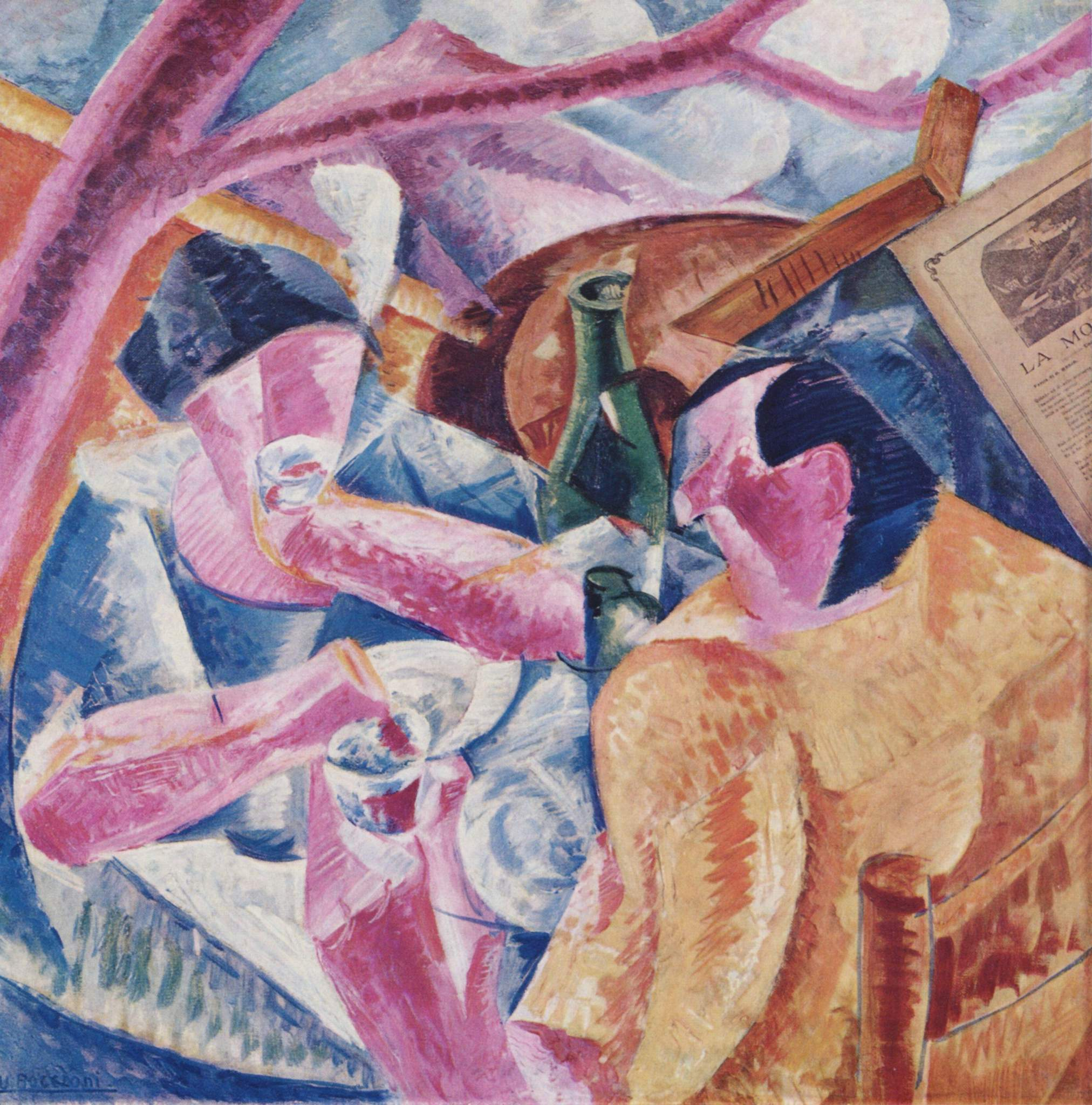
Umberto Boccioni egyik festménye

A futurizmus (olaszul: Futurismo) művészeti és társadalmi mozgalom volt, amely a 20. század elején Olaszországban alakult ki. Filozófiája a jövőbe, a technikai haladásba vetett hitre épül, kulcsszavai a mozgás, dinamizmus, urbanizáció, militarizmus, nacionalizmus.

## Kialakulása, története
Nagy hatással volt rá a kubizmus. Marcel Duchamp Lépcsőn lemenő akt című képe tulajdonképp a kubizmust és a futurizmust ötvözi. Ez a mozgalom főképpen az olaszokra volt jellemző.  A futuristák – kifejezve a modern élet dinamikáját – a mozgásra és a fény optikai illúziójára tették a hangsúlyt. Habár a futurizmus főleg irodalmi irányzat, a festészetben és a szobrászatban is megjelent, és néhány jelentős művészt is adott, többek közöttl Gino Severinit, Giacomo Ballat és Umberto Boccionit.
Umberto Boccioni Rugalmasság című képe a ló erejének és gyorsaságának ábrázolása. A gyárkéményes tájban, hátán a fekete csizmás lovassal a vágtató ló szinte gépnek tűnik. Ha a néző kubista képet szemlél, tekintete nyugodt tárgyakon siklik, ha viszont futurista kép elé áll, akkor a nézőpontján átnyargaló formákat látja. A futurista művész életre kelti a tárgyak belső energiáját, és ezt úgy ábrázolja, hogy a tárgy egyes részei átszőnek, átszelnek más részeket, összeütköznek velük. Mindez a vonalak, szögek, felületek harca.
A futurizmus az avantgárd egyik legkorábbi, de gyorsan lefutó áramlata. A jövő felé forduló – és ezzel egyidejűleg a múltat élesen elutasító – művészeti irányzat, a dinamizmus és a sebesség kultuszát hirdeti. Kulcsfogalmai még: az erő, a veszély, a merészség, a lázadás, a küzdelem, a lendület, a technika és a zörej. A futuristák magasztaltak minden egyéni megnyilatkozást, minden eredeti formát. Szembefordultak a könyvtárak és a múzeumok avíttnak tekintett kultuszával, és a modern, nyüzsgő nagyvárost dicsőítették.
A futurizmus egyik ága (például az orosz irodalomban) a szimbolizmus örökösének vallotta magát, mások a kubizmus folytatói kívántak lenni.
A futurista művilág elemei: az anyagok, a technika, valamint a tudomány szavai és fogalmai.

## Etimológia
Elnevezésének alapja (a „jövő” jelentésű latin „futurum” szóból származó) olasz „futuro” szó; elnevezője Marinetti.

## Irányzatai
A futurizmusnak két alirányzatát lehet elkülöníteni:
- a nyugati irányt, amely Olaszországban volt a legjellemzőbb, és politikailag a fasizmussal került kapcsolatba,
- a keleti irányt, amely Oroszországban alakult ki, és az irodalomban Majakovszkij révén a kommunizmussal került kapcsolatba.

A futurizmust Mussolini alkalmasnak találta ideológiájának a kifejezésére. A 30-as évek stílusa az olasz hagyományok mintájára a novecento nevet kapta. 
Még a cári Oroszország utolsó éveiben született meg a rayonizmus, az orosz futurizmus. Itt főként a költészetben volt jelentős szerepe, azonban a szovjet rendszer nem tűrte meg az avantgárd irányzatokat. Az orosz futuristákat csak eleinte támogatták (lásd: A Szovjetunió irodalma), Sztálin hallgatásra kényszerítette őket. Majakovszkij például öngyilkos lett, többen emigráltak.